# Peter Quarti
Peter Quarti (* 12. August 1967 in Offenburg) ist ein ehemaliger deutscher Handballspieler.

## Karriere
Quarti spielte im Jugendbereich des TuS Schutterwald, sein Vater war in dem Verein 14 Jahre Leiter der Handballabteilung.
Der 1,76 Meter große Rechtsaußen, genannt Quattro, wurde von Armin Emrich gefördert und spielte bis 1986 mit dem TuS Schutterwald in der 2. Bundesliga. 1986 gelang mit der Mannschaft der Bundesliga-Aufstieg. Dann wechselte er in die 1. Bundesliga zum TUSEM Essen, wo er bis zu seinem Karriereende im Jahr 2000 spielte. Mit dem TUSEM gewann er die deutsche Meisterschaft 1987 und 1989, den DHB-Pokal 1988, 1991 und 1992, den Europapokal der Pokalsieger 1989 sowie den Euro-City-Cup 1994.
Quarti bestritt 77 Länderspiele für die deutsche Handballnationalmannschaft, in denen er 129 Tore erzielte.